# أكيهوتشي
بلدية أكيهوتشي (بالإسبانية: Acehúche)‏، هي بلدية تقع في مقاطعة قصرش والتي تقع في منطقة إكستريمادورا، غرب إسبانيا.
يبلغ عدد سكانها 925 نسمة وفقاً لإحصائية سنة (2002).